# Ващенко-Захарченко, Михаил Егорович
Михаи́л Его́рович Ва́щенко-Заха́рченко (31 октября [12 ноября] 1825, Малиевка, Полтавская губерния — 14 [27] августа 1912, Киев) — русский математик, заслуженный профессор киевского Университета Св. Владимира. Тайный советник.

## Биография
Происходил из потомственных дворян Полтавской губернии. Родился 31 октября (12 ноября) 1825 года в деревне Малиевка Золотоношского уезда Полтавской губернии.
Первоначальное образование получил в Золотоношском уездном училище, а затем в Киевской 2-й гимназии, которую окончил в 1844 году с серебряной медалью. По окончании гимназии поступил на II-е (физико-математическое) отделение философского факультета университета Св. Владимира. Пробыв в университете два года, уехал за границу, где в 1847—1848 годах слушал лекции в Коллеж де Франс и Сорбонне — у Коши, Серре, Лиувилля и других ученых.
Вернувшись в Россию в 1854 году, держал экзамен на степень кандидата математических наук при университете Св. Владимира. В 1863 году защитил магистерскую диссертацию «Символическое исчисление и приложение его к интегрированию линейных дифференциальных уравнений».
В августе 1855 года поступил учителем математики в Киевский кадетский корпус. В 1862—1864 годах преподавал физику в Киевском институте благородных девиц. В 1864 году был допущен к чтению в киевском университете лекций по теории вероятностей и теории чисел, в качестве приват-доцента.
В 1867 году защитил диссертацию на степень доктора чистой математики под заглавием «Риманова теория функций составного переменного», ставшую одним из первых русских сочинений по этому вопросу. По защите диссертации был избран экстраординарным профессором университета Св. Владимира по кафедре чистой математики и уволен, согласно прошению, от службы при Киевской военной гимназии. В следующем году, 10 августа был утверждён ординарным профессором по занимаемой кафедре. В 1870—1871 годах находился в заграничной научной командировке. Был произведён в действительные статские советники 28 декабря 1873 года. В 1876 году был вновь командирован за границу, с ученой целью, на летнее каникулярное время. Состоял, по избранию Совета, членом университетского суда (1868—1879), а также членом библиотечной комиссии (1870—1883). В 1888 году был удостоен звания заслуженного ординарного профессора. В 1902—1903 годах исправлял должность декана физико-математического факультета.
С 1 января 1908 года состоял в чине тайного советника.
На протяжении своей многолетней службы при университете св. Владимира профессор Ващенко-Захарченко читал следующие предметы: алгебраический анализ, аналитическую геометрию двух и трех измерений, теорию определителей, теорию чисел и теорию эллиптических функций; кроме того, до 1876 года читал также: разностное исчисление, вариационное исчисление и теорию вероятностей. По некоторым из этих предметов им были составлены курсы, которые печатались в «Университетских известиях», а по другим изданы литографированные лекции. Так, в 1883 году Совет университета выдал 1000 рублей на печатное издание литографированного курса аналитической геометрии. В 1878—1881 годах уделял по 1 часу в неделю на чтение неевклидовой геометрии и знакомство своих слушателей с критическим разбором первоначальных основ геометрии и со всеми новейшими исследованиями по этому предмету. Особенное внимание обращал на уяснение геометрического смысла и значения систем Лобачевского и Болея. Предмет этих чтений был им напечатан в сочинении «Начала Евклида» и составляет введение к этому труду. Также издал в 1860 году перевод книги Джорджа Сальмона «A treatise on conic sections».
Состоял членом Московского математического общества с 1866 года и членом-корреспондентом математического общества в Бордо с 1883 года. Как отмечали авторы «Биографического словаря деятелей естествознания и техники»: „своими трудами и педагогической деятельностью Ващенко-Захарченко оказал большое влияние на развитие русской математической культуры, особенно способствовал подъему уровня преподавания на физико-математическом факультете Киевского университета“.
Скончался 14 (27) августа 1912 года в Киеве. Похоронен на Байковом кладбище. В 1875—1876 годах владел особняком по Пушкинской улице, 36, который продал Варваре Ананьевне Стороженко, матери Н. В. Стороженко.

## Награды
- Орден Святого Станислава 2-й ст. (1867)
- Орден Святой Анны 2-й ст. (1870)
- Орден Святого Владимира 3-й ст. (1880)
- Орден Святого Станислава 1-й ст. (15 мая 1883 года)
- Орден Святой Анны 1-й ст. (01.01.1888)
- светло-бронзовая медаль «в память войны 1853—1856 гг.» на Андреевской ленте
- знак отличия беспорочной службы за XL лет

## Семья
Был женат дважды. В 1903 году у него было трое детей: два сына и дочь.
Один из сыновей от первого брака: Михаил (1852—1910) — помощник библиотекаря университета Св. Владимира, редактор газеты «Киевлянин».
Вторым браком был женат на тверской дворянке Вере Николавне Мельницкой (1840—1895), основательнице Первой частной женской гимназии.